# کلمنس شوپنهاور
کلمنس شوپنهاور (انگلیسی: Clemens Schoppenhauer؛ زادهٔ ۲۳ فوریهٔ ۱۹۹۲) بازیکن فوتبال اهل آلمان است.
از باشگاه‌هایی که در آن بازی کرده‌است می‌توان به باشگاه فوتبال وی‌اف‌آر آلن، باشگاه فوتبال سن پائولی، باشگاه فوتبال وورتسبورگ کیکرز، و باشگاه فوتبال کمنیتس اشاره کرد.
وی همچنین در تیم ملی فوتبال زیر ۲۰ سال آلمان بازی کرده‌است.